# 6145 Riemenschneider
6145 Riemenschneider (2630 P-L) là một tiểu hành tinh vành đai chính được phát hiện ngày 16 tháng 9 năm 1960 bởi Cornelis Johannes van Houten, Ingrid van Houten-Groeneveld và Tom Gehrels ở Palomar.